# برايان ريتشي
برايان ريتشي (بالإنجليزية: Brian Ritchie)‏ هو موسيقي أمريكي، ولد في 21 نوفمبر 1960 في ميلواكي في الولايات المتحدة.

## وصلات خارجية
- برايان ريتشي على موقع IMDb (الإنجليزية)
- برايان ريتشي على موقع ميوزك برينز (الإنجليزية)
- برايان ريتشي على موقع أول ميوزيك (الإنجليزية)
- برايان ريتشي على موقع ديسكوغز (الإنجليزية)